# دنیل باخمن
دنیل باخمن (انگلیسی: Daniel Bachmann؛ زادهٔ ۹ ژوئیهٔ ۱۹۹۴) بازیکن فوتبال اهل اتریش است.
از باشگاه‌هایی که در آن بازی کرده‌است می‌توان به باشگاه فوتبال رکسهام، باشگاه فوتبال استوک سیتی، و باشگاه فوتبال بری اشاره کرد.
وی همچنین در تیم‌های ملی فوتبال اتریش و زیر ۲۱ سال اتریش بازی کرده‌است.